# Cao nguyên Tà Phình
Cao nguyên Tà Phình là một cao nguyên đá nhỏ ở tỉnh Lai Châu, trải rộng phần lớn trên diện tích huyện Sìn Hồ.

## Đặc điểm
Đây là một cao nguyên nhỏ, có diện tích khoảng 1.000 km², độ cao trung bình 1.500 m, điểm cao nhất tại đỉnh núi Pu Sam có độ cao 1.904 m. Là cao nguyên đá vôi, ít đất. Bề mặt sơn nguyên tương đối bằng phẳng, lượn sóng với độ chia cắt sâu không quá 150 m.

## Vị trí
Phía nam là sông Đà làm giới hạn với cao nguyên Sín Chải, phía tây là sông Nậm Na, phía bắc và phía đông là dãy Hoàng Liên Sơn.